# Herrenhaus (Münchehofe)

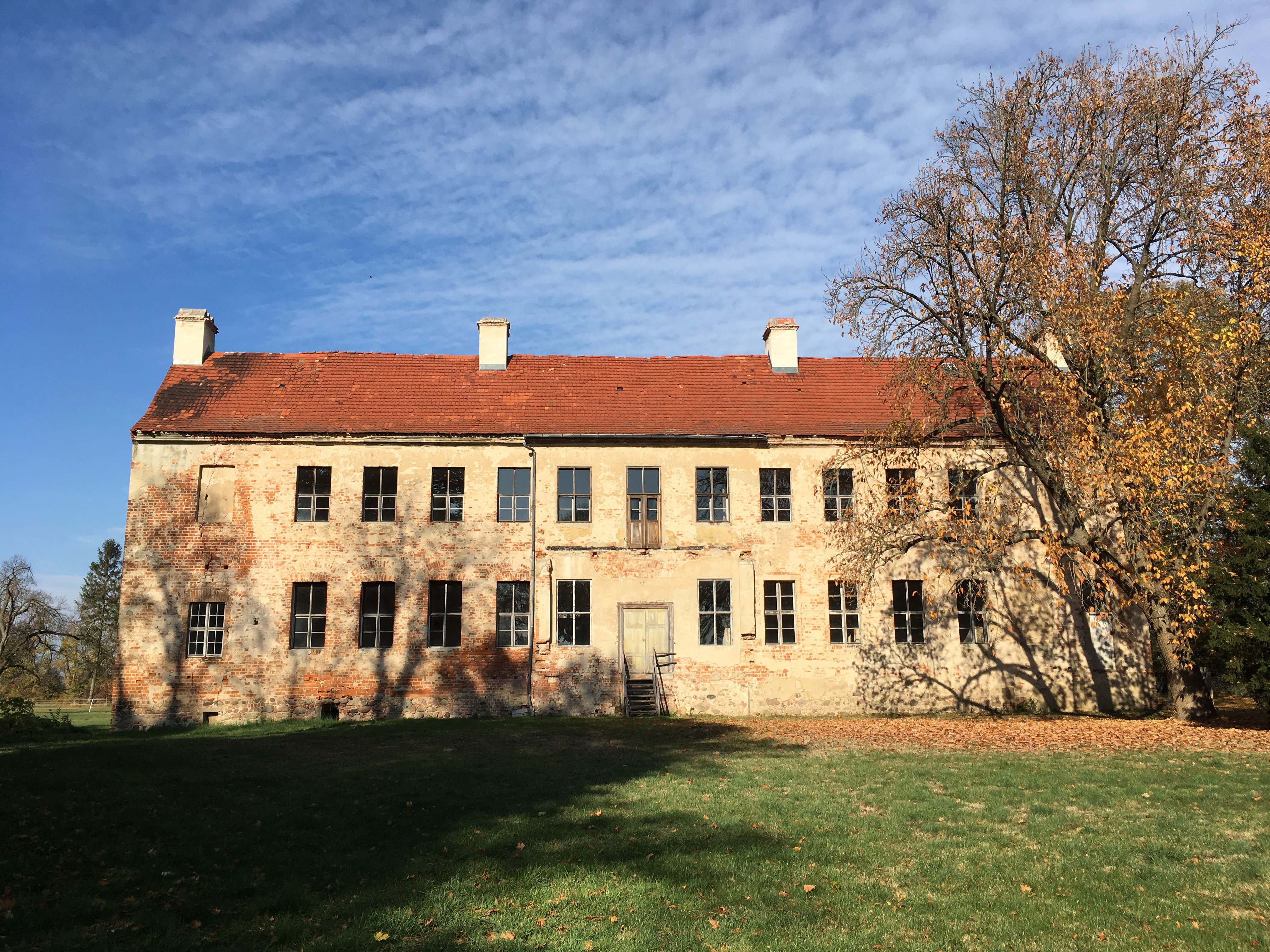
Herrenhaus in Münchehofe

Das Herrenhaus (auch Schloss Münchehofe oder Gutshof Münchehofe genannt) in Münchehofe, einer Gemeinde im Landkreis Dahme-Spreewald im Land Brandenburg, ist ein denkmalgeschütztes Herrenhaus mit Park aus dem 17. Jahrhundert.

## Lage
Die Hauptstraße führt von Südwesten kommend in östlicher Richtung auf den historischen Dorfkern zu. Am westlichen Ortseingang zweigt die Hauptstraße nach Westen hin ab. Dort steht das Bauwerk auf einer Fläche, die im 21. Jahrhundert nicht mehr eingefriedet ist.

## Geschichte
Durch dendrochronologische Untersuchungen am Dachstuhl konnten Experten nachweisen, dass das Holz zum Ende des Dreißigjährigen Krieges im Jahr 1641 geschlagen wurde. Der Bau wurde demnach zur Mitte bis Ende des 17. Jahrhunderts errichtet. Zu dieser Zeit gehörte der Besitz der letzten Witwe derer von Langen, die es 1686 an Sigismund von Muschwitz veräußerte. In den folgenden Jahrzehnten wechselten häufig die Besitzer, was die Vermutung zulässt, dass das Gut nur wenig Ertrag abwarf. 1696 kaufte es der Wachtmeister von Wolfersdorf, der es an den Geheimrat Georg von Schleinitz weitergab. Von ihm gelangte das Gut im Jahr 1707 in den Besitz Friedrich W. von Cornecks und Heinrichs Wilhelm von Goertz. Sie veräußerten es wiederum im Jahr 1716 an den Kammergerichtsrat Caspar E. von Plathen. Unter seiner Leitung erweiterten Handwerker den Bau im Jahr 1723 um zwei niedrigere Wirtschaftsflügel, wie Mauersteine mit dieser Jahreszahl belegen. 1728 kaufte Friedrich Wilhelm I. den Ort und wandelte ihn in ein Pachtamt um. 1811 veräußerte der preußische Staat das Gut an den Amtmann Teltow, der es wiederum an den Amtmann Schubke übergab. Von dort gelangte es 1834 in den Besitz des Justizrats Friedrich W. Steinhausen. Unter seiner Leitung wurden die Innenräume neugestaltet. Weiterhin legten Gärtner in der ersten Hälfte des 19. Jahrhunderts einen das Bauwerk umgebenden Schlosspark an. In der zweiten Hälfte des 19. Jahrhunderts gelangte das Anwesen erneut in preußischen Staatsbesitz und wurde als Pachtgut ausgeschrieben. Nach der Enteignung der Hohenzollern und dem Ende des Ersten Weltkrieges wurde es staatliche Domäne. Die Leitung lag in den 1930er Jahren beim Oberamtmann Stocksmeyer. Nach dem Ende des Zweiten Weltkrieges übernahm zunächst die Rote Armee das Gebäude. Zur Zeit der DDR wurde es zu unterschiedlichen kommunalen Zwecken genutzt, so als Kindergarten, Schule, Post, Büro der LPG und als Jugendclub. Nach der Wende stand das Gebäude zunächst leer. Da der Gemeinde die Mittel für den Unterhalt fehlten, verfiel es zusehends. 2002 verkaufte sie es daher einschließlich des Schlossparks an einen privaten Investor.

## Baubeschreibung

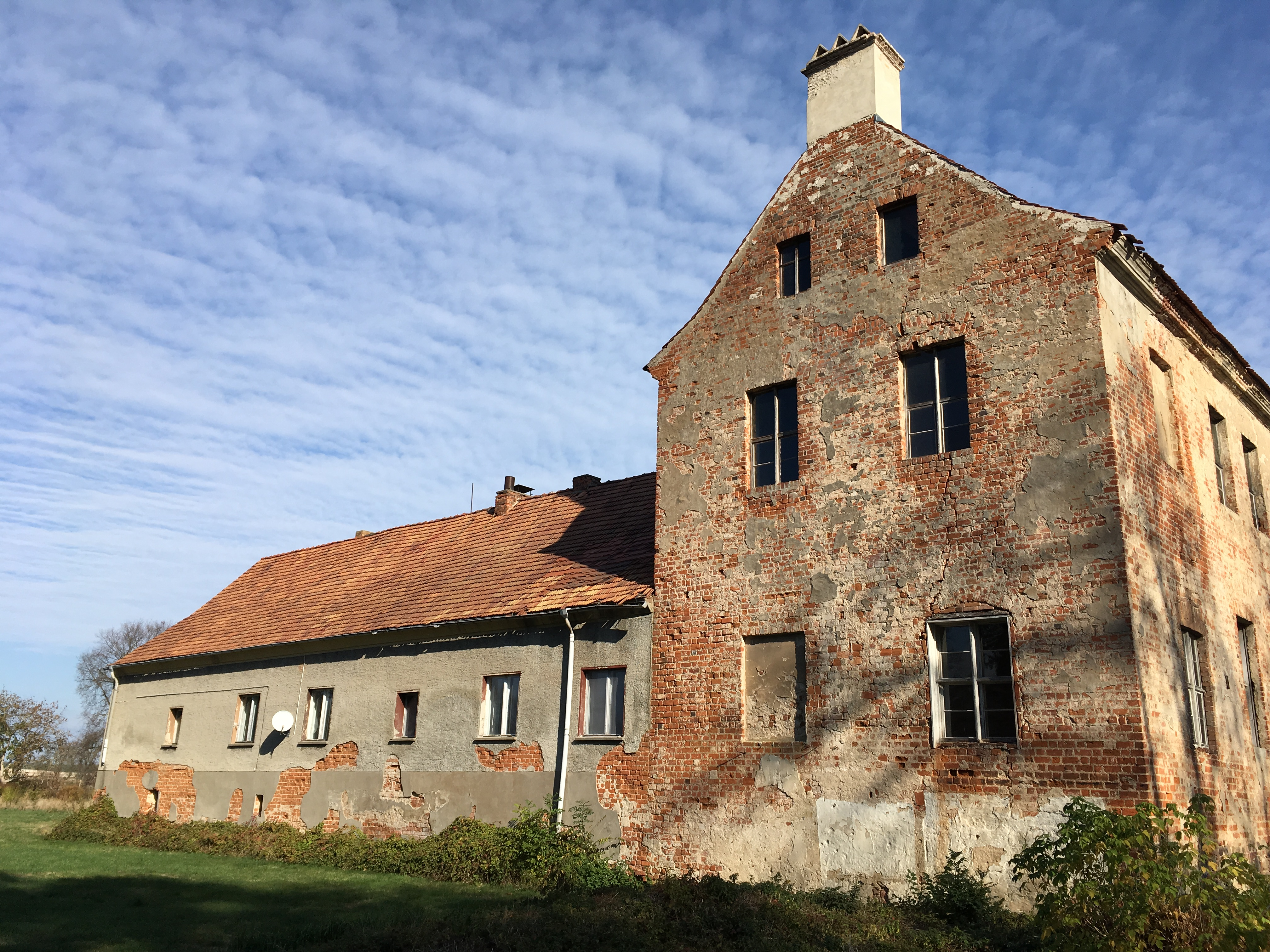
Linker Seitenflügel

Das Bauwerk wurde im Wesentlichen aus Mauersteinen errichtet, die anschließend verputzt wurden. So entstand ein zweigeschossiger Baukörper mit vierzehn zu zwei Achsen und mittigem Eingang. Die Zimmer wurden dabei so angeordnet, dass die Türen in einer Flucht zueinanderstehen. Im ersten Drittel des 19. Jahrhunderts erfolgte eine Umgestaltung im Stil des Empire. Die so umgebauten Kamine, Türen, Wandschränke sowie das Treppenhaus sind im 21. Jahrhundert noch erhalten. Am rechten, westlichen Giebel ist eine spätgotische Kapelle mit einem zweijochigen Bandrippengewölbe. In einem Salon befanden sich allegorische Tapeten, die um 1815 in Paris hergestellt wurden. Auf ihnen waren Amor und Psyche abgebildet. Das Bauwerk trägt ein schlichtes, steiles Satteldach.